# Omar el-Basír

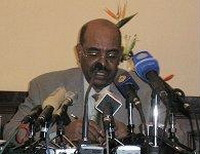
Omar al-Bashir

Omar Haszan Ahmad al-Basír (عمر حسن أحمد البشير sz. 1944. január 1. –) szudáni politikus és katonatiszt, 1989 és 2019 között az ország elnöke. 1989-ben ragadta magához a hatalmat a szudáni fegyveres erők segítségével, 1993-ig a katonai junta vezetője volt, majd hivatalosan is államelnök. 1998-ban új alkotmányt elfogadva a Nemzeti Kongresszusi Párt elnökeként vezette az országot 2019. áprilisi elmozdításáig.

## Élete
Szegény parasztcsaládban született Kartúmtól 150 kilométerre északra, egy Nílus-parti kisfaluban. 12 éves volt, amikor az addig Egyiptomhoz tartozó Szudán elnyerte függetlenségét. Már 16 évesen belépett a seregbe, majd Kairóban elkezdte a katonai akadémiát, amit végül Kartúmban fejezett be. Ejtőernyős tisztként Egyiptomba vezényelték, s harcolt az 1973-as arab–izraeli háborúban. Folyamatosan haladt előre a ranglétrán, 1981-ben pedig egy ejtőernyős dandár parancsnoka lett.
Amikor 1989. június 30-án a vezetésével tisztek egy csoportja vértelen puccsal megdöntötte a választott kormány hatalmát, a már ezredesi rendfokozatban lévő Basírt a forradalmi parancsnokság és egyben az ország élére nevezték ki. Bevezette az iszlám törvénykezést, betiltotta a zenét, a táncot, az esküvői ünnepségeket, majd 1991-ben befogadta még Oszáma bin Ládent is. Katonai kormánya 1993 októberében lemondott és formailag véget vetett az 1989-es államcsíny óta tartó katonai diktatúrának, azonban a hatalmi viszonyok fennmaradtak. A magát elnökké nyilvánító Basírt az sem érdekelte, hogy az amerikai kormányzat a terrort támogató országok listájára helyezte Szudánt, s azzal gyanusította meg az afrikai országot, hogy támogatta a New York-i World Trade Center ellen 1993 februárjában elkövetett bombamerényletet, illetve területén menedéket nyújt az Egyiptomban tevékenykedő fundamentalista terroristáknak.
2004 októberében kormánya tárgyalásokkal véget vetett a második szudáni polgárháborúnak. Ekkor robbant ki a dárfúri konfliktus, mely 200 000 - 400 000 közötti életet követelt. Elnöksége alatt a Dzsandzsavíd fegyveres brigád és a felkelők csoportja - mint az SPLA vagy az SLA és az Igazság és Egyenlőség Mozgalom JEM gerilla hadviselést folytat Dárfúr régióban. A polgárháború következtében 2,5 millió embert telepítettek ki, és Csád és Szudán kapcsolata krízis szintre lépett.
2008 júliusában az ICC Luis Moreno-Ocampo népirtással-, emberiség elleni és háborús bűnökkel vádolta meg al-Bashirt Dárfúrban. 2009. március 4-én letartóztatási parancsot adtak ki al-Bashir ellen, népirtás miatt.
2010. április 5-től 12-ig tartották a 2010-es szudáni elnökválasztást, Omar el-Basír indult az elnökválasztáson.